# برونچانه
برونچانه (به لهستانی:  Bronczany) یک روستا در لهستان است که در گمینا یوخنوویتس کوشچیلنه واقع شده‌است. برونچانه ۲۲۰ نفر جمعیت دارد.